# Kim Jeong-hoon
Đây là một tên người Triều Tiên, họ là Kim.
Kim Jeong-hoon (sinh ngày 20 tháng 1 năm 1980), tên ở Nhật là John Hoon, là một ca sĩ và diễn viên Hàn Quốc. Anh bắt đầu nổi tiếng khi tham gia nhóm nhạc đôi UN của Hàn Quốc. Nhóm nhạc ra mắt với đĩa đơn Voic Mail năm 2000 và tan rã năm 2005. Sau đó, anh trở nên nổi tiếng hơn khi thủ vai hoàng tử Yul trong bộ phim Cung, dựa trên manga cùng tên.

## Sự nghiệp
Anh ra mắt với vai trò thành viên nhóm nhạc đôi UN, viết tắt của "United N-generation" năm 2000. Sau 6 năm khá thành công, nhóm nhạc tuyên bố giải tán vào tháng 11/2005, và Hoon thông báo sẽ theo đuổi sự nghiệp diễn xuất. Hoon nói rằng những điều kiện của ngành công nghiệp âm nhạc Hàn Quốc ngăn cản anh theo đuổi dòng nhạc anh thực sự muốn.
Lúc đầu anh muốn trở thành một nhà nghiên cứu thí nghiệm và không nghĩ mình sẽ là một ca sĩ, diễn viên. Đến năm 2005, Hoon đã tham gia diễn xuất trong một số phim Hàn Quốc, như sitcom Orange và남과 여 (A Man and a Woman) (năm 2004). Tuy nhiên bước đột phá của anh cũng như Joo Ji-hoon và Yoon Eun-hye phải kể đến bộ phim nổi tiếng của đài MBC Được làm Hoàng hậu (Cung). Hoon đóng vai hoàng tử Yul, người kế thừa ngôi báu thứ 2 trong danh sách hoàng tộc và là một chàng trai 19 tuổi rất ân cần và dịu dàng. Cậu đã từ Anh trở về Hàn Quốc để đòi lại 2 thứ vốn thuộc về mình: ngôi vị Thái tử và thái tử phim Chae Kyung, người lẽ ra đã kết hôn với cậu.
Hoon từng nói ước mơ cuối cùng của anh là trở thành đạo diễn phim nổi tiếng. Vào ngày 28/4/2009, anh tạm thời chia tay công chúng để thực hiện nghĩa vụ quân sự trong 2 năm. 80,000 fan của anh từ Nhật Bản, Hàn Quốc, Trung Quốc và Thổ Nhĩ Kỳ đã cùng tiễn anh lên đường.
Sau khi hoàn thành nghĩa vụ, Hoon giải ngũ ngày 28/2/2011 và sau đó tham gia khá nhiều phim ảnh và show truyền hình. Anh sẽ tham gia bộ phim Trung Quốc sắp tới, "God of War Zhao Yun" cùng thành viên YoonA của SNSD. Hoon sẽ đảm nhận vai Li Zhi, người có quan hệ tình cảm tay ba với YoonA.

## Học vấn
Hoon học ngành Bác sĩ Nha khoa tại đại học quốc gia Seoul nhưng rồi quyết định bỏ để tập trung sự nghiệp diễn viên. Sau đó anh ghi tên vào trường đại học Chung Ang chuyên ngành diễn xuất. Hoon có IQ là 146.

## Phim ảnh

### Phim truyền hình
| Năm  | Phim                | Vai diễn                        | Đài            |
| ---- | ------------------- | ------------------------------- | -------------- |
| 2002 | Orange              |                                 | SBS            |
| 2006 | Cung                | Hoàng tử Lee Yul (Lý Luật)      | MBC            |
| 2006 | Fog Street          | Lee Yoon-soo                    | KBS2           |
| 2006 | Angel               | Khách mời                       |                |
| 2007 | Witch Yoo Hee       | Yoo Jun-ha                      | SBS            |
| 2008 | Love Strategy       | Jin Zhen Hao / Kim Jung-ho      | đài Hồ Nam     |
| 2011 | I Need Romance      | Kim Sung-soo                    | tvN            |
| 2011 | RUN60               | Pierro / Second GHOST (tập 4-6) | TMX (Tokyo MX) |
| 2012 | Dummy Mommy         | Lee Je-ha                       | SBS            |
| 2013 | Her Legend          | Do Ji-hoo                       | jTBC           |
| 2015 | God of War Zhao Yun | Cao Tắc                         | Hunan TV       |

### Phim điện ảnh
| Năm      | Phim               | Vai diễn    | Ghi chú                 | 2004 | DMZ | Kim Ji-hun |  |
| Shut Up! | Kwon Myung-seok    |             |                         | 2004 |     |            |  |
| 2009     | Cafe Seoul         |             | phim hợp tác Nhật - Hàn |      |     |            |  |
| 2011     | Sunday Punch       | Soo-hyun    |                         |      |     |            |  |
| 2014     | Wild Dogs          | So Yoo-joon |                         |      |     |            |  |
| 2015     | Emperor's Holidays |             |                         |      |     |            |  |

### Video ca nhạc
| Năm | Bài hát     | Ca sĩ |  | "Don't Cry" | Paran |
|     | "2nd Story" | RAN   |  |             |       |

## Nhạc kịch
| Năm | Tiêu đề | Vai diễn | 2012 | Catch Me If You Can | Frank Abagnale Jr. |

## Âm nhạc
- Mini-Album (at UN Years) - Best Album [2006]
- 1st Mini-Album - 5 Stella Lights [25.10.2006]
- 1st Single - Sad Song [28.02.2007]
- 2nd Single - Boku Wa Kimi Wo Aishiteru [16.05.2007]
- 3rd Single - Kimi ni Deatta Hi Kara [05.09.2007]
- 1st Album - Bokutachi Itsuka Mata... ~ETERNITY~ [17.10.2007]
- 4th Single - Sakura TEARS [20.02.2008]
- 5th Single - Kimi wo Mamoritai [16.07.2008]
- 6th Single - You Are Not Alone [01.10.2008]
- 2nd Album - Kyo mo Atarashii Yume wo Miru [05.11.2008]
- 7th Single - Blue Moon [01.07.2009]
- 1st Single Korea - In Your Eyes [03.09.2009]
- 1st Single Korea - In Your Eyes [16.12.2009] Japan Version
- 8th Single - Rainy Flash [20.01.2010]
- 9th Single - Al Dente [18.08.2010]
- 3rd Album - Machi [17.11.2010]
- 1st Mini Album - Present [16.04.2011]
- 4th Album - Voice [23.05.2012]

## Chương trình giải trí
| Năm  | Tên                           | Kênh     | Ghi chú     |
| ---- | ----------------------------- | -------- | ----------- |
| 2014 | The Genius: Black Garnet      | tvN      | ep.1 - ep.6 |
| 2017 | Radio Star                    | MBC      | ep. 515     |
| 2017 | Problematic Man               | tvN      | ep.94       |
| 2018 | Its Good To Be A Little Crazy | SBS      | ep.11       |
| 2018 | secretgarden                  | tvN      | ep.5        |
| 2018 | Radio Star                    | MBC      | ep. 576     |
| 2018 | Foreigner                     | MBC      | ep.1, ep.2  |
| 2018 | Taste of Love                 | tvChosun | ep.1 - ep.9 |